# Pimoa tehama
Espèce
Pimoa tehama est une espèce d'araignées aranéomorphes de la famille des Pimoidae.

## Distribution
Cette espèce est endémique de Californie aux États-Unis,. Elle se rencontre dans le comté de Tehama.

## Description
Le mâle holotype mesure 7,31 mm et la femelle paratype 7,42 mm.

## Étymologie
Son nom d'espèce lui a été donné en référence au lieu de sa découverte, le comté de Tehama.

## Publication originale
- Hormiga & Lew, 2014 : A new American species of the spider genus Pimoa (Araneae, Pimoidae). Zootaxa, no 3827(1), p. 95-100.